# Above Rocks
Above Rocks ist eine Kleinstadt auf Jamaika. Die Ortschaft befindet sich in Saint Catherine, einem Parish im County Middlesex. 2010 betrug die Einwohnerzahl 5.261 Menschen.
Above Rocks wurde im frühen 19. Jahrhundert von römisch-katholischen Flüchtlingen gegründet. Diese stammten von Haiti, wo gerade die Haitianische Revolution zugange war. 1970 und 1991 war Above Rocks die neuntgrößte Stadt in St. Catherine, mit jeweils 2.084 und 3.262 Menschen. Die Stadt besitzt einen eher ländlichen Charakter und wird von der St. Mary's Roman Catholic Church dominiert. Above Rocks ist der Sitz vieler Schulen, Universitäten und Institutionen, aber es gibt im gesamten Ort keinen Einkaufsladen. Da der Ort zum Busnetz des Großraums Kingston gehört, hat er eine gute Verkehrsanbindung.